# Lê Phương
Trang Dương Lê Phương (sinh ngày 28 tháng 8 năm 1985), thường được biết đến với nghệ danh Lê Phương, là một nữ diễn viên, người mẫu kiêm ca sĩ người Việt Nam.
Được mệnh danh là "chị Hai quốc dân", cô được biết đến là một nữ diễn viên tài năng có thực lực được giới chuyên môn và công chúng công nhận qua từng vai diễn. Năm 2020, cô đoạt giải thưởng "Nữ diễn viên chính xuất sắc" tại Liên hoan truyền hình toàn quốc lần thứ 31 với vai diễn Hương trong Gạo nếp gạo tẻ.

## Tiểu sử
Lê Phương sinh ngày 28 tháng 8 năm 1985 tại Trà Vinh trong một gia đình khá giả và tri thức, với tên khai sinh là Trang Dương Lê Phương. Bố của cô tên là Trang Thiếu Hùng, giám đốc của Đài Phát thanh Truyền hình Trà Vinh, còn mẹ tên là Dương Bạch Lê Hoa. Lê Phương là chị cả trong gia đình, sau cô có hai cô em gái là Trang Lê Vân – người hiện là người dẫn chương trình kiêm biên tập viên tại đài Phát thanh Truyền hình Trà Vinh.
Tuy lúc đó gia đình cô không có ai tham gia nghệ thuật nhưng cô lại đam mê diễn xuất từ nhỏ. Lê Phương được gia đình tạo điều kiện tiếp xúc với nghệ thuật sớm như học đàn, học hát, thi văn nghệ.
Sau khi tốt nghiệp cấp 3, Lê Phương trở thành sinh viên Trường Cao đẳng Sân khấu Điện ảnh Thành phố Hồ Chí Minh (nay là Đại học Sân khấu Điện ảnh Thành phố Hồ Chí Minh).

## Sự nghiệp
Lê Phương
Sau khi tốt nghiệp thủ khoa của Khoa Diễn viên sân khấu và điện ảnh (K8, vào năm 2003) của Trường Cao đẳng Sân khấu và Điện ảnh TP. Hồ Chí Minh (nay là Trường Đại học Sân khấu - Điện ảnh Thành phố Hồ Chí Minh), Lê Phương bắt đầu bước vào nghề bằng vai chính trong bộ phim truyền hình Ký túc xá của đạo diễn Châu Huế. Năm 2010, cô vào vai Nhàn trong bộ phim Vó ngựa trời Nam của Đạo diễn Lê Cung Bắc, thì Lê Phương mới thực sự gây ấn tượng và được biết đến rộng rãi.
Đến nay, Lê Phương từng chiến thắng giải thưởng HTV Awards ở hạng mục "Nghệ sĩ kịch nói được yêu thích nhất" và nhiều giải thưởng khác như "Nữ diễn viên chính xuất sắc nhất" tại Liên hoan phim năm 2018 và đề cử nhiều hạng mục tại Giải Mai vàng và HTV Awards. Cô đã được đề cử giải HTV Award dành cho top 5 nữ diễn viên phụ xuất sắc. Sau sự kiện này, khán giả thường xuyên gặp Lê Phương trên màn ảnh với những bộ phim truyền hình quen thuộc như: Bước chân hoàn vũ, Tóc rối, Tình như tia nắng... cũng như gặp cô mỗi tối cuối tuần tại Nhà hát kịch sân khấu nhỏ TP HCM (5B – Võ Văn Tần, quận 3, TP HCM). Sau này, cô còn đầu quân cho sân khấu kịch Phú Nhuận và sân khấu kịch Hồng Vân.
Năm 2018 là một năm thành công của Lê Phương khi cô đảm nhận vai chính trong bộ phim Gạo nếp gạo tẻ và vai Kiều Nguyệt Nga trong vở kịch Tiên Nga đã gây được tiếng vang lớn và chiếm được cảm tình từ khán giả.

## Đời tư
Lê Phương và Quách Ngọc Ngoan tổ chức đám cưới vào ngày 12 tháng 3 năm 2012 sau hai năm yêu nhau. Tháng 9 năm 2012, Lê Phương sinh con trai đầu lòng. Sau 3 năm chung sống, họ ly hôn do một số mâu thuẫn trong gia đình.
Lê Phương cũng từng có mối quan hệ tình cảm kéo dài 8 năm với nam diễn viên Quý Bình khi cả hai đang là sinh viên. Sau khi chia tay cô và Quý Bình vẫn xem nhau là bạn, đồng nghiệp thân thiết.
Năm 2017, cô kết hôn với Phạm Trung Kiên là một ca sĩ, anh từng học tại Nhạc viện Thành phố Hồ Chí Minh và công tác ở Đoàn Nghệ thuật Quân khu 7, Trung Kiên từng đoạt giải nhất cuộc thi Tiếng hát Truyền hình 2013. Tháng 8 năm 2019, Lê Phương sinh con gái thứ hai (tên thân mật là bé Bông) vào đúng dịp sinh nhật của cô.

## Danh sách phim

### Truyền hình
| Năm  | Tựa phim                    | Vai diễn    | Đạo diễn                       | Kênh          | Nguồn  |
| ---- | --------------------------- | ----------- | ------------------------------ | ------------- | ------ |
| 2006 | 39 độ yêu                   |             | Nguyễn Phan Quang Bình         | HTV9          |        |
| 2007 | Ký túc xá                   | Thanh       | Châu Huế                       | HTV7          |        |
| 2008 | Tình yêu còn lại            | Mỹ          | Trần Quang Đại                 | HTV9          |        |
| 2008 | Tường Vi cánh mỏng          | Dạ Thảo     | Trần Quang Đại / Trần Hữu Phúc | HTV9          |        |
| 2008 | Mây trắng ngang trời        | Tuyến       | Trần Quang Đại                 | HTV7          |        |
| 2008 | Truy tìm dấu vết            | Mai         | Xuân Cường                     | HTV7          |        |
| 2009 | Những cuộc tình trắng đen   | Ngọc Lan    | Trương Dũng                    | HTV9          |        |
| 2009 | Bước chân hoàn vũ           |             | Xuân Phước                     | HTV9          |        |
| 2010 | Vó ngựa trời Nam            | Nhàn        | Lê Cung Bắc                    | HTV7          |        |
| 2010 | Tóc rối                     | Huệ         | Nguyễn Minh Chung              | HTV7          |        |
| 2010 | Cá Rô, em yêu anh!          | An Bình     | Nguyễn Phương Điền             | HTV3          |        |
| 2010 | Cho một tình yêu            | Ngọc Dung   | Nguyễn Tranh Lê Hoá            | VTV3          |        |
| 2011 | Cô dâu tuổi Dần             | Diệu Hương  | Bùi Ngọc Nam Phương            | THVL1         |        |
| 2011 | Tình như tia nắng           | Diễm Khanh  | Trương Dũng                    | THVL1         |        |
| 2011 | Nước rút                    | Bích        | Nguyễn Minh Cao                | HTV7          |        |
| 2011 | Nỗi đau của hạnh phúc       | Mai Khanh   | Lê Hướng Nam                   | VTV9          |        |
| 2012 | Bìm bịp kêu chiều           | Sen         | Trung Dân                      | THVL1         |        |
| 2012 | Đất mặn                     | Cúc         | Nguyễn Tường Phương            | HTV9          |        |
| 2014 | Đôi mắt của trái tim        | Tâm Hạnh    | Đỗ Phú Hải                     | TodayTV       |        |
| 2014 | Chỉ một tình yêu            | Út Hiền     | Trần Quang Đại                 | THVL1         |        |
| 2014 | Thế lực ngầm                | Hai Hiền    | Hoàng Thơ                      | THVL1         |        |
| 2014 | Nụ cười của nắng            | Vân         | Đặng Khoa                      | VTV1          |        |
| 2015 | Tráo ông thổ địa            | Hà          | Nguyễn Lâm                     | HTV9          |        |
| 2015 | Khúc tương tư               | Lài         | Xuân Phước                     | HTV7          |        |
| 2015 | Tấm lòng của biển           | Xuân        | Trương Dũng                    | HTV9          |        |
| 2015 | Giông tố cuộc đời           | Diệu        | Trương Dũng                    | THVL1         |        |
| 2015 | Nhà chung                   | Mộng Cẩm    | Quốc Thuận                     | VTV9          |        |
| 2015 | Nghiêng nghiêng dòng nước   | Xinh        | Dương Nam Quan                 | Let's Viet    |        |
| 2015 | Nắng sớm mưa chiều          | Tuyết Vân   | Trương Dũng                    | VTV9          |        |
| 2015 | Mắt lụa                     | Lãnh / Hạnh | Nguyễn Phương Điền             | VTV9          |        |
| 2016 | Nước mắt chảy ngược         | Thủy        | Nguyễn Quang Minh              | SCTV14        |        |
| 2016 | Sông phố nhà ghe            | Út Trinh    | Trần Ngọc Phong                | TodayTV       |        |
| 2016 | Trận đồ bát quái            | Nhật Linh   | Chu Thiện                      | THVL1         |        |
| 2017 | Hương đồng nội              | Lê          | Xuân Phước                     | THVL1         |        |
| 2017 | Một đời giông tố            | Băng Di     | Trương Dũng                    | THVL1         |        |
| 2018 | Gạo nếp gạo tẻ              | Ngọc Hương  | Võ Thạch Thảo                  | HTV2          |        |
| 2020 | Hương Quỳnh                 | Quỳnh       | Trần Ka My                     | VTV3          |        |
| 2021 | Thương con cá rô đồng       | Hai Thương  | Hoàng Tuấn Cường               | VTV3          | [ 18 ] |
| 2023 | Bí mật của luật sư          | Lữ Hồng     | Dũng Nghệ                      | SCTV14        |        |
| 2023 | Sóng gió hào môn            | Thanh       | Quốc Thuận                     | Viettel Media |        |
| 2024 | Tham vọng giàu sang         | Bà Tú       | Hoàng Tuấn Cường               | THVL1         |        |
| 2024 | Gia vị tình thâm            | Bảo Lan     | Huỳnh Long Trung Nghĩa         | VTV9          |        |
| 2025 | Cô Đừng Hòng Thoát Khỏi Tôi | Kimmie      | Nguyễn Hoàng Anh               | VieON         |        |

### Điện ảnh
| Năm  | Tựa phim                           | Vai diễn      | Đạo diễn         | Nguồn |
| ---- | ---------------------------------- | ------------- | ---------------- | ----- |
| 2006 | Trưởng giả kén rể (phim Phật giáo) | Cô Út         |                  |       |
| 2021 | Khúc mưa                           | Thùy          | Bùi Tuấn Dũng    |       |
| 2023 | Vong nhi                           | Thảo          | Hoàng Tuấn Cường |       |
| 2024 | Sáng đèn                           | Thanh Kim Yến | Hoàng Tuấn Cường |       |

### Đóng MV
| Năm  | Tựa                  | Ca sĩ          |
| ---- | -------------------- | -------------- |
| ?    | Đời sẽ về đâu        | Trường Vũ      |
| 2010 | Buồn tả tơi          | Duy Mạnh       |
| 2013 | Ngàn lần khắc tên em | Phan Đinh Tùng |

## Danh sách kịch
Tiêu biểu:
- Kịch nói: Con nhà nghèo (vai Lựu)
- Kịch nói: Tiên Nga (vai Kiều Nguyệt Nga)
- Kịch nói: Đời Như Ý (vai bé Ba)
- Kịch nói: Hồn ma bóng quỷ (vai bà Alving)
- Kịch nói: Chia tay hoàng hôn
- Kịch nói: Giấc mơ của Lụa
- Kịch nói: Nhật ký của mẹ
- Kịch cùng Bolero: Ai khổ vì ai?
- Kịch cùng Bolero: Một mình thôi
- Kịch cùng Bolero: Mẹ chồng nàng dâu
- Kịch: Gương cười
- Kịch: Bão mẫu đa tài
- Ca nhạc kịch: Chị đi tìm em
- Ca nhạc kịch: Sắc hoa chung tình
- Ca nhạc kịch: Chờ người - Em trong mắt tôi
- Ca nhạc kịch: Quê tôi
- Ca nhạc kịch: Đất nước
- Ca nhạc kịch: Cảm ơn anh
- Kịch nói: Phục diện pháp y
- Kịch nói: Em là mẹ của ba anh
- Kịch nói: Ngôi nhà không có đàn ông
- Kịch nói: Duyên thệ (vai Lệ Huyền)
- Kịch nói: Cô giáo Duyên
- Và nhiều vở kịch khác

## Chương trình truyền hình
- Thiên đường ẩm thực
- Ơn giời Cậu đây rồi!
- Ngôi sao Phương Nam
- Cùng nhau toả sáng
- Người nghệ sĩ đa tài
- Khẩu vị ngôi sao
- Đêm tiệc cùng sao
- 60 phút rực rỡ
- Ai cũng bật cười
- Sàn chiến giọng hát
- Khi chàng vào bếp
- 5 vòng vàng kỳ ảo
- Solo cùng Bolero (MC)
- Kịch cùng Bolero
- Tình Bolero
- Hát câu chuyện tình yêu
- Là vợ phải thế
- Ý phái đẹp lời phái mạnh
- Và nhiều chương trình khác

## Giải thưởng và đề cử
| Năm  | Lễ trao giải                               | Hạng mục                                  | Đề cử                                  | Kết quả   | Chú thích     |
| ---- | ------------------------------------------ | ----------------------------------------- | -------------------------------------- | --------- | ------------- |
| 2012 | HTV Awards                                 | Nữ diễn viên phụ được yêu thích           | An Bình trong Cá Rô, em yêu anh!       | Đoạt giải | [ 19 ]        |
| 2015 | HTV Awards                                 | Nghệ sĩ kịch nói được yêu thích nhất      | —                                      | Đoạt giải | [ 20 ]        |
| 2016 | Giải Mai Vàng                              | Nữ diễn viên phim điện ảnh - truyền hình  | Lài trong Khúc tương tư                | Đề cử     | [ 21 ]        |
| 2017 | Ngôi Sao Xanh                              | Nữ diễn viên xuất sắc                     | Út Trinh trong Sông phố nhà ghe        | Đề cử     | [ 22 ] [ 23 ] |
| 2018 | Liên hoan truyền hình toàn quốc lần thứ 38 | Nữ diễn viên chính xuất sắc               | Hương trong Gạo nếp gạo tẻ             | Đoạt giải | [ 24 ]        |
| 2018 | Giải Mai Vàng                              | Nữ diễn viên sân khấu được yêu thích nhất | Kiều Nguyệt Nga trong Tiên Nga         | Đề cử     | [ 25 ]        |
| 2018 | Giải Mai Vàng                              | Nữ diễn viên điện ảnh, truyền hình        | Hương trong Gạo nếp gạo tẻ             | Đề cử     | [ 25 ]        |
| 2021 | Giải Mai Vàng                              | Nữ diễn viên điện ảnh - truyền hình       | Hai Thương trong Thương con cá rô đồng | Đề cử     | [ 26 ]        |

### Giải thưởng truyền hình thực tế
- Á quân Cùng nhau toả sáng 2015[27]
- Á quân Ngôi sao Phương Nam 2017[28]
- Cup giải nhất Ơn giời cậu đây rồi! 2018[29]